# Maria I a Angliei
Maria I Tudor (engleză Mary Tudor) (n. 18 februarie 1516, Greater London, Anglia, Regatul Unit – d. 17 noiembrie 1558, Greater London, Anglia, Regatul Unit), cunoscută și sub numele de Maria Tudor, a fost regina Angliei și regina Irlandei din 6 iulie 1553 (de facto) sau 19 iulie 1553 (de jure) până la moartea sa în 17 noiembrie 1558.
Maria a fost al patrulea monarh al dinastiei Tudor, după regina neîncoronată Lady Jane Grey și predecesoare a reginei Elisabeta I. Este în principal cunoscută pentru scurta reinstaurare în Anglia a catolicismului. Până la sfârșitul domniei, Maria I a executat aproximativ trei sute de opozanți religioși; drept urmare a primit porecla de Bloody Mary (Maria Sângeroasa).

## Copilărie și educație
Maria a fost singurul copil care a supraviețuit copilăriei al regelui Henric al VIII-lea și al primei lui soții Caterina de Aragon. Prin mama sa, Maria era nepoată a lui Ferdinand al II-lea de Aragon și a Isabelei de Castilia. S-a născut la palatul Placentia din Londra.
Maria a fost un copil precoce. O mare parte din educația sa timpurie a fost făcută de mama sa, care l-a consultat pe umanistul spaniol Juan Luis Vives pentru consiliere și a fost prima profesoară a Mariei la latină. De asemenea, Maria a studiat greaca, științele și muzica. Când Maria a împlinit nouă ani, Henric i-a dăruit propria ei curte la castelul Ludlow și multe din prerogativele regale obișnuite numai pentru un Prinț de Wales chiar numind-o Prințesă de Wales. A rămas singura fiică a unui monarh englez care a fost numită Prințesă de Wales deși tehnic n-a fost niciodată investită cu acest titlu. Totuși Henric era dezamăgit că nu are un fiu.

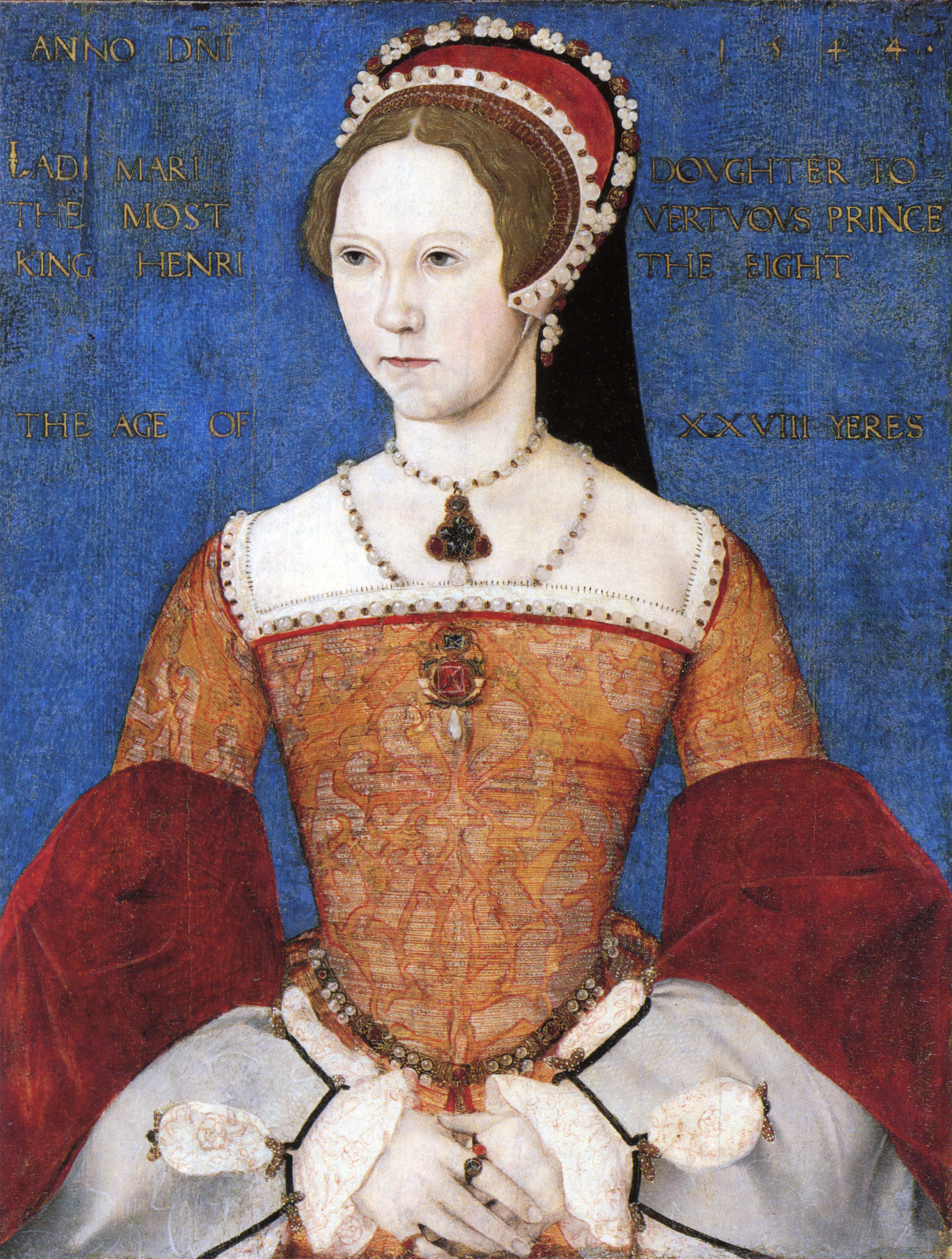
Maria în 1544

În timpul copilăriei sale, Henric a negociat potențiale căsătorii pentru ea. Când avea numai doi ani, a fost promisă Delfinului Francisc al Franței, fiul regelui Francisc I al Franței însă numai după trei ani contractul a fost respins. În 1522 a existat un angajament prin Tratatul de la Windsor cu vărul ei primar, Carol al V-lea, care avea 22 de ani. În câțiva ani angajamentul a fost rupt. S-a sugerat ca Maria ar trebui să se căsătorească cu tatăl Delfinului, cu însuși regele Francisc I care era nerăbdător pentru o alianță cu Anglia. S-a semnat un tratat de căsătorie care specifica că Maria ar trebui să se căsătorească cu Francisc I sau cu al doilea fiu al acestuia, Henric, Duce de Orleans însă prim-ministru regelui Henric al VIII-lea a mers pe o alianță cu Franța fără să fie nevoie de căsătorie.
În 1533, Henric se căsătorește cu altă femeie, Anne Boleyn, iar la scurtă vreme arhiepiscopul de Canterbury, Thomas Cranmer, declară nulă căsătoria cu Caterina de Aragon iar pe Maria fiică nelegitimă. Din cauza noului statut i se spunea "Lady Mary".
În 1543 Henric se căsătorește pentru a șasea oară cu Catherine Parr, care a fost cea care a apropiat familia. Anul următor, prin cel de-al treilea Act de Succesiune, Henric și-a repus ambele fiice (Maria și Elisabeta) în linia de succesiune după Eduard. Totuși, ambele fiice au rămas legal nelegitime.

## Regină

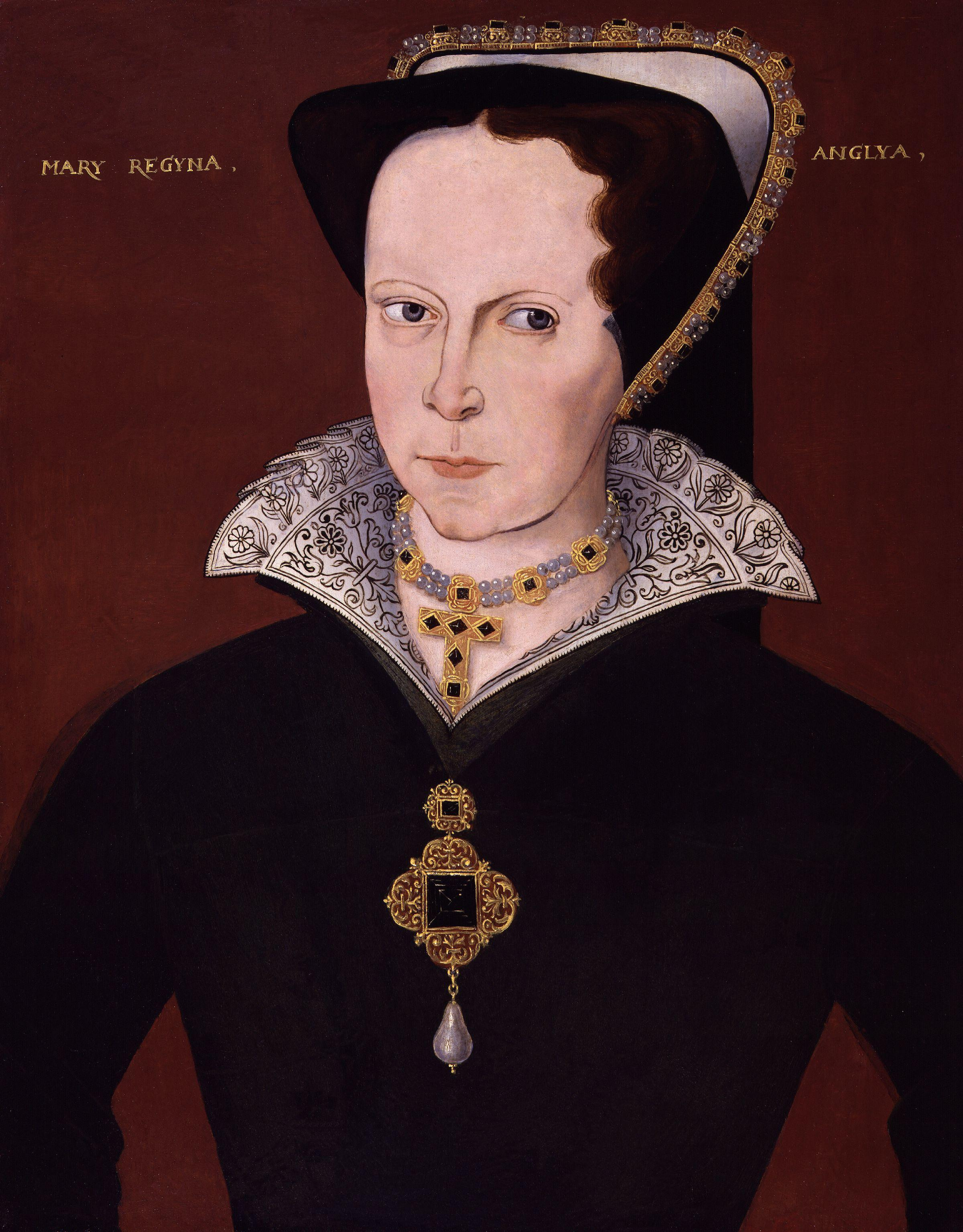
Mary I c. 1555, Galeria Națională, Londra.

La 6 iulie 1553, la vârsta de 15 ani, fratele ei, Eduard al VI-lea moare de o infecție pulmonară. Sfătuit de John Dudley, Duce de Northumberland, Eduard în testamentul său își exclude surorile din linia de succesiune. În locul lor, Eduard și sfătuitorul său o numește pe nora lui Dudley, Lady Jane Grey, nepoata surorii mai mici a lui Henric al VIII-lea, Maria Tudor, regină a Franței. Totuși această excludere contravine celui de-al treilea Act de Succesiune din 1544.
În preajma morții lui Eduard, Maria a fost chemată la Londra de la castelul Framlingham din Suffolk. Inițial Maria a ezitat; ea a suspectat că acesta ar fi un pretext pentru a o captura și a facilita astfel ascensiunea lui Lady Jane la tron.

La 10 iulie 1553, Lady Jane Grey și-a asumat tronul ca regină a Angliei în ceea ce poate fi descris ca o lovitură de stat orchestrată de Dudley și de suporterii acestuia. Falsa regină a fost deposedată la 22 iulie 1553. Maria a intrat triumfătoare în Londra pe un val de sprijin popular. Grey și Dudley au fost închiși în Turnul Londrei. Deși Maria a înțeles că tânăra Lady Jane a fost un pion în schema lui Dudley, ea și-a executat verișoara în vârstă de 16 ani.
Încă din prima ședință a parlamentului, ea restabilește liturghia în limba latină și expulzează din biserică pe preoții căsătoriți. Speranța protestanților, principesa Elisabeta se convertește la catolicism.
La 38 de ani, la 25 iulie 1554 Maria se căsătorește cu Filip al II-lea al Spaniei, care era foarte nepopular în Anglia. Membrii Consiliului englez elaborează un tratat prin care Filip va trebui să respecte legile Angliei; în caz de deces al Mariei, el nu va avea nici un drept asupra coroanei; dacă se va naște un fiu din căsătoria lor, acesta va moșteni concomitent tronul Angliei, al Burgundiei și al Țărilor de Jos; în sfârșit, Filip se angaja să nu atragă niciodată Anglia în războaiele sale împotriva Franței.
Filip pleacă în Spania iar Maria începe prigoana împotriva protestanților. Ura împotriva reginei Maria și a spaniolilor a crescut. Cu toate făgăduințele făcute, Filip antrenează Anglia într-un război contra Franței și Anglia pierde Calais-ul.
În felul acesta Maria I moare si îi urmează la tron Elisabeta I a Angliei.